# Cal Xafre
Cal Xafre és una casa a la vila d'Abrera (el Baix Llobregat). Edifici probablement construït durant els segles xvii o XVIII, tot i que molt reformat al segle xx. Casa de planta rectangular i coberta a dues aigües amb teula àrab. Està estructurada en planta baixa i dos pisos. Presenta una façana fruit d'importants remodelacions, tot i que conserva el portal de mig punt adovellat, en part arrebossat, que està sobrealçat respecte el nivell del carrer. La façana està arrebossada i té un sòcol de color més fosc. Les obertures estan disposades de forma desendreçada i no tenen cap tipus d'ornament.